# Birmânia nos Jogos Olímpicos de Verão de 1968
A Birmânia  (atual Myanmar) participou dos Jogos Olímpicos de Verão de 1968 na Cidade do México, México. Eles enviaram quatro competidores, todos homens.

## Resultados por Evento

### Atletismo
Maratona masculina
- Sumbwegam — 2:32:22,0 h (→ 18º lugar)
- Hla Thein — 2:54:03,6 h (→ 47º lugar)

### Boxe
Peso Mosca-ligeiro (48 kg)
- Lay Thet
  - Oitavas-de-final - Perdeu para Hatha Karunaratne do Ceilão

Peso Leve (60 kg)
- Tun Tin
  - Segunda rodada - Perdeu para Luis Minami do Peru